# Regles del bàsquet
Les regles del bàsquet són les cediments del bàsquet. La majoria de lligues, incloent-hi l'NBA, tenen el seu propi reglament, tot i que en global solen ser bastant semblants. La Federació Internacional de Bàsquet és qui determina les regles dels partits internacionals.

## Regles originals
James Naismith va publicar les regles pel joc de "Basket Ball" que va inventar el 1891::
1. La pilota pot ser llançada en qualsevol direcció amb una o amb dues mans.
2. La pilota pot ser colpejada en qualsevol direcció amb una o amb dues mans.
3. Un jugador no pot córrer amb la pilota: el jugador ha de llançar-la des del lloc que l'agafi.
4. No es pot collir la pilota amb dues mans i tornar-la a botar.
5. No es permet carregar amb el múscul, agafar, empènyer, colpejar o fer entrebancar un oponent.
6. Es considerarà falta colpejar la pilota amb el puny, segons les violacions de les regles 3 i 4, i el descrit en la regla 5.
7. Els punts s'aconseguiran quan la pilota sigui llançada o colpejat des de la pista, caigui dintre la cistella i es quedi allí (sense caure), sempre que els oponents no toquin la cistella. Si la pilota es queda sobre la vora i un contrari mou la cistella, comptarà com un punt.
8. Quan la pilota surti fora del camp serà llançada dins del camp i jugada per la primera persona que la toqui. En cas de dubte, l'àrbitre llançarà la pilota en línia recta cap al camp. La persona que treu disposa de cinc segons. Si triga més, la pilota passa a l'altre equip. Si algun equip insisteix a perdre temps, l'àrbitre xiularà falta per aquest equip.
9. L'àrbitre auxiliar sancionarà als jugadors i anotarà les faltes i, a més, avisarà a l'àrbitre principal quan un equip cometi tres faltes consecutives. Tindrà el poder per a desqualificar als jugadors conforme a la regla 5.
10. L'àrbitre principal jutjarà la pilota i decidirà quan està en joc, dintre del camp o fora, a qui pertany, i controlarà el temps. Decidirà quan s'aconsegueix un punt, durà el marcador i qualsevol altra tasca pròpia d'un àrbitre.
11. El temps serà de dues meitats de 15 minuts amb un descans de 5 minuts entre ambdues. (Depèn de la categoria)
12. L'equip que aconsegueixi més punts serà el guanyador.

## Regles internacionals del bàsquet
Les regles més recents del bàsquet van ser aprovades el 26 d'abril de 2008 per la FIBA i entraren en joc l'1 d'octubre d'aquest mateix any.